# Zoe Telford
Zoe Telford (* 1973 in Norwich) ist eine britische Schauspielerin.

## Leben
Zoe Telford wurde 1973 in Norwich geboren. Sie begann schon in jungen Jahren mit der Ausbildung zur Tänzerin und setzte diese bis zu ihrem 20. Lebensjahr fort. Sie besuchte die Italia Conti Academy of Theatre Arts.
Telford hat einen Sohn (geb. 2011) und eine Tochter (geb. 2013). Sie lebt in Oxfordshire.

## Filmografie
- 1993: The Bill
- 1995: Soldier Soldier
- 1998: Peak Practice
- 1998: Invasion: Earth: Invasion: Earth
- 1999: The Last Train: The Last Train
- 2000: Second Sight
- 2001: Teachers
- 2001: Men Only
- 2002: Nine 1/2 Minutes
- 2003: Real Men
- 2003: Hitler: The Rise of Evil
- 2003–2005: Absolute Power
- 2004: Born and Bred
- 2004: Agatha Christie's Poirot
- 2004: Cutting It
- 2005: Twisted Tales
- 2005: The Golden Hour
- 2005: Match Point
- 2005: Deuce Bigalow: European Gigolo
- 2006: The Truth
- 2006: Der bunte Schleier (The Painted Veil)
- 2006: Agatha Christie's Marple
- 2006: Beau Brummell: This Charming Man
- 2006: Afterlife
- 2007: The Waiting Room
- 2008: The Palace
- 2008: Place of Execution
- 2009: Law & Order: UK
- 2009: Criminal Justice
- 2009: Collision
- 2009: The Thick of It
- 2009: Beyond the Pole
- 2010: Foyle's War
- 2010: Ashes to Ashes
- 2010: Sherlock:
  - 2010: Der blinde Banker
  - 2010:  Das große Spiel
- 2011: Lewis
- 2011: The Child
- 2012: Ashes
- 2012: Defining Fay
- 2012: Room at the Top
- 2013: Yes, Prime Minister
- 2013: Jo
- 2013: Love & Marriage
- 2014: Greyhawk
- 2015: Silent Witness
- 2015: Unforgotten
- 2016: Tuesday
- 2017: Void and Method
- 2017: Genius
- 2018: Death in Paradise
- 2018: Kiss Me First
- 2019: Grantchester
- 2019: London Kills
- 2020: Save Me
- 2021: Agatha Raisin
- 2022: Meet the Richardsons
- 2022: Brassic
- 2022: Christmas On Mistletoe Farm
- 2022: Litvinenko
- 2023: Vera – Ein ganz spezieller Fall
- 2023: Mrs Sidhu Investigates
- 2023: The Lazarus Project
- 2023: Red Eye
- 2024: Showtrial
- 2025: Silent Witness
- 2025: Malpractice